# Ống kính Canon dòng L

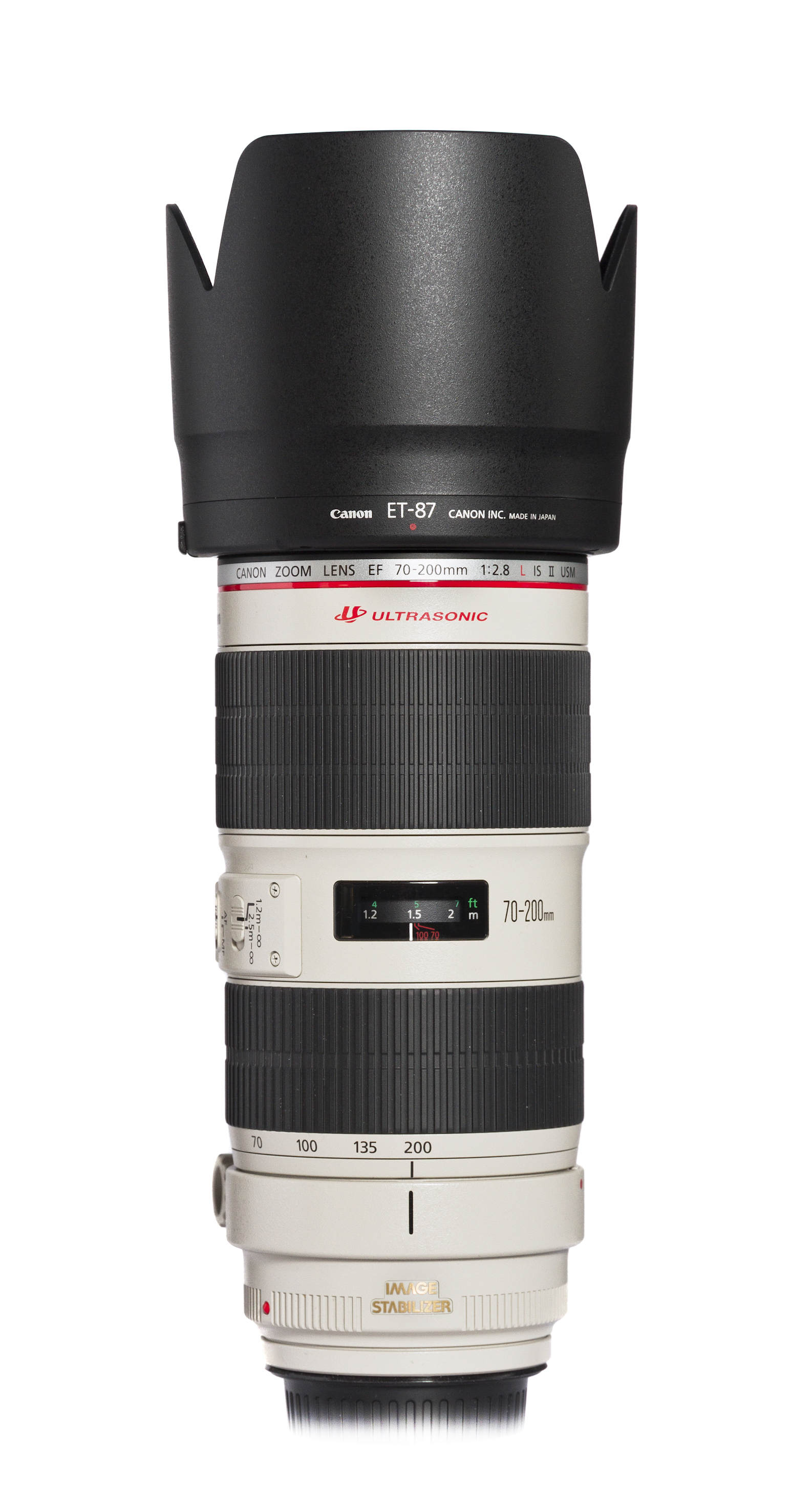
Canon EF 70-200mm f2.8L IS II USM được lắp hood

Dòng L (viết tắt của "Luxury") là dòng ống kính chuyên nghiệp cho các thân máy ảnh SLR cũng như DSLR được sản xuất bởi Canon. Trước đây chúng được sản xuất cho các máy ảnh Canon sử dụng ngàm FD và bây giờ là ngàm EF. Đặc điểm chung của các ống kính này là có viền đỏ ở đầu ống kính, chất lượng quang học cũng như chất lượng khung vỏ đều rất tốt.

## Đặc điểm
Các ống dòng L được sản xuất theo những tiêu chuẩn nghiêm ngặt nhất của Canon, chúng có những đặc điểm mà không có ở các ống cấp thấp. Các ống dòng L có  khung vỏ rất chắc chắn, đối với một số ống tele và siêu tele thì vỏ hoàn toàn làm bằng kim loại. Đối với các ống được sản xuất kể từ năm 1999 về sau đều được trang bị các vòng cao su tại những vị trí như đuôi ống hoặc xung quanh các vòng zoom và vòng focus nhằm tránh bụi và nước. Bên cạnh đó, các ống dòng L cũng có chất lượng quang học cao hoặc rất cao nhờ việc sản xuất thấu kính bằng các vật liệu đắt tiền như Flourite. Các ống dòng L đều được thiết kế để lấy nét trong hoặc có di chuyển tiến lùi, nhưng không xoay như các ống kit rẻ tiền, do đó thích hợp cho việc sử dụng kính lọc phân cực.
Các ống tiêu cự dài như 70-200, 200-400, 100-400, 28-300, 200 f/2 và các ống một tiêu cự từ 300mm trở lên đều được sơn trắng, nhằm giảm bớt hiện tượng giãn nở do hấp thụ nhiệt khi chụp ngoài trời. Đối với các ống có tiêu cự ngắn hơn như 16-35, 24-70 sẽ được sơn đen, trong đó 200 f/2.8L II là ống L có tiêu cự dài nhất không được sơn trắng.
Tất cả các ống thuộc dòng L đều được sơn viền đỏ ở đầu ống, tuy nhiên không phải tất cả các ống sơn trắng đều thuộc dòng L, ví dụ EF 400mm f/2.8 DO IS II USM.
Phần lớn các ống L sẽ có ngàm gắn filter ở đầu ống, một số ít là các ống tele và siêu tele như 200-400, 200 f/2 và các ống từ 300mm trở lên sẽ là filter loại đặt vào trong, gần phía đuôi ống. Ngoại lệ một số ống như 17-40 có thêm ngàm gắn filter ở đuôi ống, sử dụng filter làm bằng gelatin.